# Auditeur libre
Pour les articles homonymes, voir Auditeur.
Pour le film franco-belge, voir Élève libre (film).
Le terme auditeur libre, ou élève libre en Belgique, désigne, dans l'enseignement et particulièrement dans le milieu universitaire, une personne qui suit un cursus de formation sans les contraintes ni les droits des étudiants régulièrement inscrits. La personne concernée est admise à suivre les cours, mais n'a généralement ni la possibilité de se présenter aux examens ni de faire valider le diplôme correspondant.

## En Belgique
La plupart des universités belges accueillent des auditeurs ou élèves libres pour un nombre d'heures limité et contre le paiement d'un minerval réduit. Ces cours sont notamment proposés aux jeunes réfugiés désireux de suivre des études supérieures devenues inaccessibles dans leur pays d’origine,,.

## Au Canada

### Québec
Au Québec, achever avec succès des études libres à l'université rend admissibles aux études universitaires des étudiants qui ne le seraient pas autrement. Par exemple, des étudiants ayant décroché d'un programme collégial de cégep peuvent suivre des études libres pour avoir la possibilité d'entreprendre ensuite un programme universitaire.

## En France

### Cas des écoles normales supérieures
La scolarité dans une École Normale Supérieure est théoriquement réservée, comme pour la plupart des Grandes Écoles, aux étudiants lauréats du concours d'admission, appelés « normaliens ». Cependant, chaque année, les ENS complètent leurs promotions avec des étudiants admis sur dossier d'universités françaises ainsi que d'établissements internationaux. Les élèves admis sur dossier, inscrits au Diplôme de l'ENS tout comme les élèves admis sur concours, ont le titre de normaliens-étudiants. Bénéficiant de la même formation et du même suivi que leurs condisciples, ils ne sont toutefois ni rémunérés ni soumis à l'engagement décennal. D'autres étudiants — français ou étrangers — sont également reçus sur dossier en tant qu'« auditeurs libres ». Ils peuvent passer des diplômes (licence, master) et concours (CAPES, agrégation) à l'ENS, mais sans prétendre au titre des normaliens ni au diplôme de l'ENS qui leur est réservé, ni aux droits et devoirs des élèves fonctionnaires-stagiaires. Enfin, l'on compte bien sûr les étudiants internationaux qui choisissent d'étudier à l'ENS dans le cadre d'une mobilité, pour une durée limitée d'un semestre ou d'un an généralement. Pour ces trois cas de figure, la sélection se fait sur examen de dossier, et éventuellement sur le passage d'une épreuve écrite ou orale.
Certaines figures médiatiques ayant été auditeurs libres dans une ENS essayent parfois d'usurper le titre de normalien-élève, ou présentent leur parcours de manière que les journalistes fassent la confusion entre normalien-élève et normalien-étudiant, comme Idriss Aberkane ou Juan Branco.

### Cas du Collège de France
Le Collège de France est un établissement dans lequel d'éminents chercheurs délivrent un enseignement de haut niveau pour un public ouvert et sans inscription : en l'absence d'inscription et de diplôme, tous les « élèves » de cette institution sont donc considérés comme auditeurs libres.

### Cas des Universités en France
De nombreuses universités organisent des cours ou séminaires, sans délivrance de diplôme final, pour auditeurs libres dans le cadre d'une Université du temps libre, qui peut aussi être désignée universités tous âges (UTA), universités inter-âges (UIA) ou universités pour tous (UPT) selon l'Université.

## En Suisse
Les universités romandes accueillent chaque année plusieurs centaines d'étudiants auditeurs libres, parmi lesquels de plus en plus de retraités ou pré-retraités : à l'université de Lausanne, leur nombre a quadruplé en une dizaine d'années. Le statut d'auditeur libre est accessible dès 18 ans et sans limite d'âge.